# 라크 (담배)

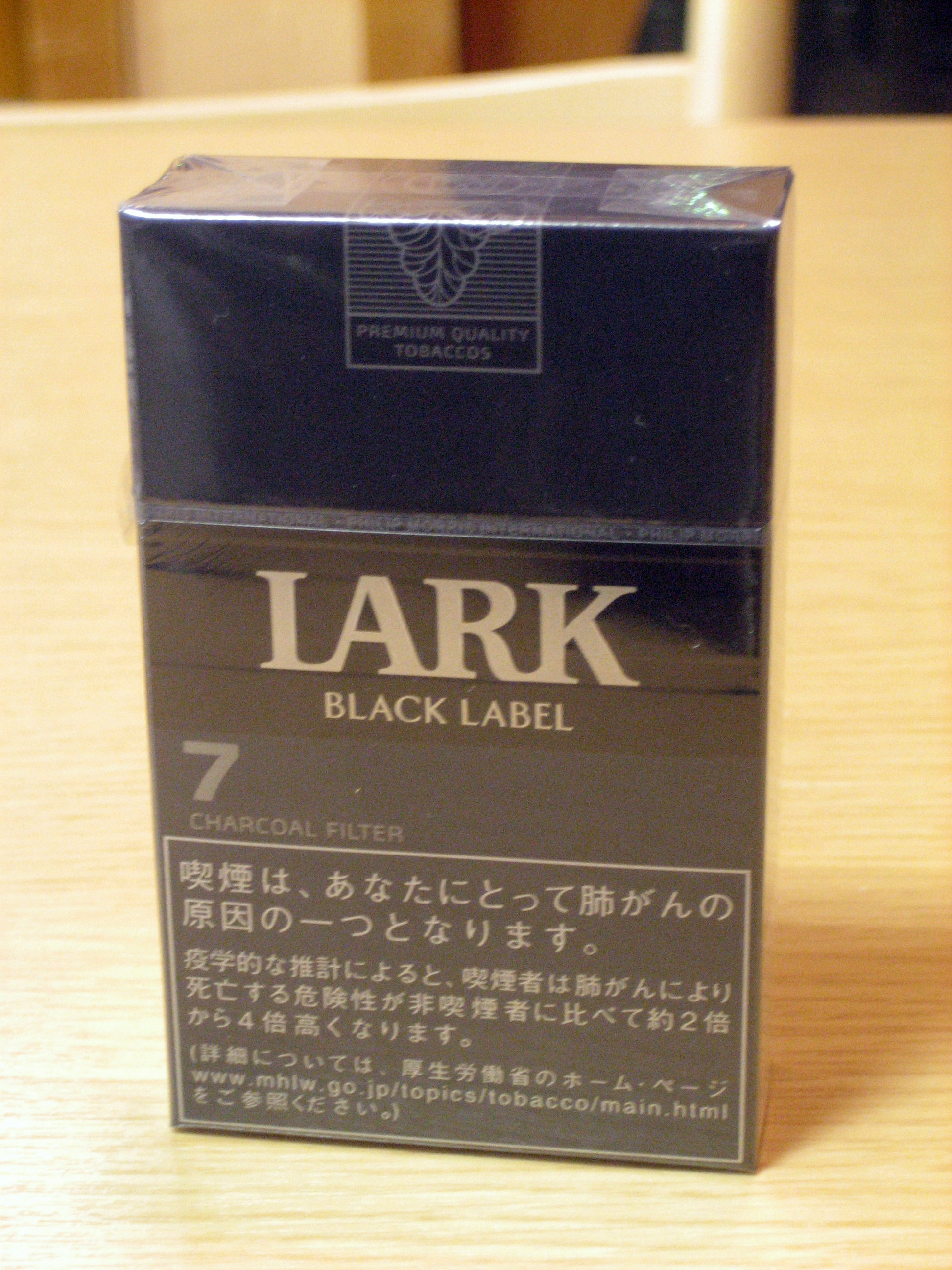
라크 블랙 라벨

라크(Lark)는 필립 모리스가 제조하는 담배 브랜드 중 하나이다.